# イバン・フリオ
イバン・ロメロ・フリオ（Ivan Romero Julio、1991年8月19日 - ）は、コロンビアのボリーバル県マリア・ラ・バハ出身のプロ野球選手(投手)。

## 経歴

### マリナーズ傘下時代
2009年は、傘下ルーキーリーグのベネズエラン・サマーリーグ・マリナーズで9試合に登板し、1勝0敗、防御率6.48、16奪三振を記録した。
2010年も、傘下ルーキーリーグのベネズエラン・サマーリーグ・マリナーズで9試合(6試合で先発)登板し、3勝1敗、防御率2.13、26奪三振を記録した。
2011年は、傘下ルーキーリーグのドミニカン・サマーリーグ・マリナーズで13試合(12試合で先発)登板し、5勝2敗、防御率2.80、36奪三振を記録した。
2012年も、傘下ルーキーリーグのドミニカン・サマーリーグ・マリナーズで13試合(12試合で先発)登板し、6勝2敗、防御率3.11、49奪三振を記録した。11月には、第3回WBC予選のコロンビア代表に選出された。